# Kucsák László
Kucsák László (Budapest, 1964. január 7. – ) magyar általános iskolai tanító, magyar nyelv és irodalom szakos általános iskolai tanár, közoktatási vezető, politikus; 2010. május 14. és 2018 között a Fidesz – Magyar Polgári Szövetség országgyűlési képviselője.

## Életrajz

### Tanulmányai
1978 és 1982 között a Közgazdasági Szakközépiskolában végezte el középfokú tanulmányait. 1986-ban a Budapesti Tanítóképző Főiskolán általános iskolai tanító szakon végzett. 1990-ben az Eötvös Loránd Tudományegyetem Tanárképző Főiskolai Karán magyar nyelv és irodalom szakos általános iskolai tanár végzettséget szerzett. 2002-ben a Szegedi Tudományegyetem Juhász Gyula Tanárképző Főiskolai Karán közoktatási vezető végzettséget szerzett.
Angol nyelven társalgási szinten tud.

### Politikai pályafutása
2006 és 2014 között Budapest Főváros Önkormányzatának fővárosi közgyűlésének tagja. 2010 és 2014 között Pestszentlőrinc–Pestszentimre alpolgármestere.
2010. május 14. óta a Fidesz – Magyar Polgári Szövetség országgyűlési képviselője. A Budapesti 15. számú országgyűlési egyéni választókerület képviselője.
2018. április 8-án Kucsák László 39,70 százalékot szerzett, és Kunhalmi Ágnes, az MSZP jelöltje 46,30 százalékot kapott, ezzel alul maradt, és kiesett az országgyűlésből.